# Le-Lo Lang
(en) Statistiques sur pro-football-reference
Le-Lo L. Lang (né le 23 janvier 1967) est un joueur de football américain évoluant au poste de cornerback.

## Biographie
Il est sélectionné par les Broncos de Denver au 5e tour de la draft 1990 de la NFL, en tant que 136e choix. Il a joué quatre saisons pour les Broncos de Denver,.